# Дмитровська (платформа)
Дми́тровська (рос. Дмитровская) — зупинний пункт/пасажирська платформа Ризького напрямку Московської залізниці, у складі лінії МЦД-2. Розташовано у Москві.
Є безпересадкове пряме сполучення на Курський напрямок через Олексіївську сполучну лінію. У бік центру електропоїзди прямують або на Москву-Ризьку, або на сполучну лінію в сторону Москва-Пасажирська-Курська і далі.
Безпересадкове сполучення здійснюють (найвіддаленіші точки на грудень 2010 року):
- На захід до/зі станції Шаховська
- На південь до/зі станцій Москва-Ризька, Серпухов

Розташована на насипу паралельно Дмитровському проїзду та 2-й Хутірській вулиці. Виходи з платформи у східному напрямку до Дмитровського шосе, Бутирської вулиці і станції метро «Дмитровська», у західному напрямку (тільки з платформи в бік Москви, вихід з іншої платформи перекритий) — до вулиці Костякова.
Час руху від Москва-Ризька — 6 хвилин.
Має у складі дві берегові платформи, переходу між ними немає (перейти можна під мостами на схід і захід від платформ). Платформа обладнана турнікетами.

## Пересадки
- Автобус: м40, 87, 447, 466, с543, т29, т56, т78; Тм: 27, 29
- Метростанцію  Дмитровська